# Праведники народів світу з Дніпропетровщини
Праведники народів світу (івр. חסידי אומות העולם‎, хасидей умот ха-олам) — особи, які отримали визнання Ізраїлю за порятунок євреїв під час Другої світової війни, що на підконтрольних нацистській Німеччині і її союзникам територіях супроводжувалася переслідуваннями та знищенням ряду етнічних та соціальних груп.
Україна посідає четверте місце в світі за кількістю осіб, відзначених цим почесним званням. У Дніпропетровській області місцева влада та громадські організації вшановують 70 із них, чиї подвиги були вчинені саме в селах, містах і містечках на території області.
Події Голокосту на Дніпропетровщині відомі нам і з документів, залишених самими німцями, його організаторами та виконавцями, і з матеріалів радянських розслідувань колабораціонізму місцевого населення з нацистами, і завдяки дослідникам з єврейських організацій Yahad-In Unum, Яд Вашем та ін., які збирали інформацію про події в їх прямих свідків, так і з праць академічних істориків, що поєднували всі перераховані джерела. Завдяки дослідницькій роботі джерельна база продовжує наповнюватися.
Перебіг подій Голокосту, частиною яких був порятунок євреїв, мав свою специфіку в цій області загалом і навіть в межах області різними були умови в сільській місцевості та містах. Тому різними були і можливості порятунку, і можливості документування таких випадків, особливо, коли спроби порятунку були невдалими. На відміну від багатьох територій окупованої Європи, де помічники євреїв могли відбутися сплатою штрафу або арештом, у Райхскомісаріаті Україна їх карали на смерть разом із сім'ями, а у прифронтових умовах чи під орудою військових комендатур свідчення про такі вчинки та страти могли не документуватися взагалі. Це, а також віддаленість подій у часі та відсутність цілеспрямованої роботи з пошуку рятівників євреїв у роки радянського панування зумовлюють явну неповноту даних про випадки порятунку євреїв.

## Передумови Голокосту в Дніпропетровській області
До війни Дніпропетровська область УРСР мала місця компактного розселення євреїв іще з часів Російської імперії. Багато єврейських сільськогосподарських колоній існували понад сто років у т. зв. Сталіндорфському єврейському національному районі, де євреї становили 22 % багатотисячного населення району. Деякі громади утворилися з ініціативи ОЗЕТ у 1920-ті роки. Втім, переважно євреї жили в містах, згідно з переписом 1939 р. у Дніпрі було 89529 євреїв, у Кривому Розі — 12093, у Кам'янському (тоді Дніпродзерджинськ) — 4900. Загалом в області мешкало 129439 євреїв.
Початок війни спричинив мобілізацію чоловічого населення до лав Червоної Армії, евакуацію частини населення в східні регіони СРСР (особливо це актуально для міст-індустріальних центрів), самовільне переміщення населення від лінії фронту, перші втрати цивільного населення внаслідок авіанальотів Люфтваффе. Тому точне число євреїв, що залишилися на захопленій нацистами Дніпровщині встановити проблематично. За деякими даними, близько 70000 євреїв вдалося в той чи інший спосіб залишити територію до початку масового знищення, водночас до 35000 осіб стали його жертвами. Значну частину загиблих становили ті, кого не торкнулась мобілізація та евакуація: діти, люди літнього віку, жінки. Окрема група загиблих, що часто спеціально не обліковувалась, це полонені червоноармійці єврейського походження.
Правобережна частина області була захоплена Вермахтом в ході Операції «Барбаросса» вже в серпні 1941 року. Перші місяці на захопленій території діяла військова адміністрація, однак поступово до кінця 1941 населені пункти переходили під контроль цивільних адміністрацій Генеральної округи Дніпропетровськ у складі Райхскомісаріату Україна. Лівобережні землі Дніпровщини німці окупували протягом вересня-жовтня 1941-го, проте цивільні адміністрації там були сформовані лише восени 1942 року.
Фашистська ідеологія стверджувала вищість німців над іншими народами, тому керівні посади в цивільних адміністраціях займали громадяни Німеччини, іноді місцеві фольксдойчі. На «представницькі» посади, що імітували самоврядування, та роботу на нижчих щаблях управління могло претендувати й місцеве населення слов'янського походження. Схожим чином були побудовані безпекові служби. На горі управлінської вертикалі були німецькі керівники поліції, так, полковник Ґоттгілф Гофманн (Gotthilf Hofmann) керував дніпровською поліцією (Kommandeure der Ordnungspolizei). У містах діяли Шуцманшафти, опорні поліцейські дільниці, у сільській місцевості — жандармерії, їм підпорядковувались підрозділи Української допоміжної поліції, всі вони сформовані переважно з місцевого населення та військовополонених, що погоджувались на співпрацю. Приблизна оцінка чисельності цих підрозділів на Дніпровщині: 600 шуцманів, 400 жандармів, 6000 поліцаїв. За потреби в поліцейські операції залучались мобільні поліцейські підрозділи з Німеччини та айнзатцгрупи. Також діяла військова Фельджандармерія, підрозділи СС і СД. Система правосуддя переважно захищала німців і «німецьку власність», рішення виносились не лише суддями, а й посадовцями чи військовими без юридичної освіти і часто не підлягали апеляції.
На ставлення місцевого населення до Голокосту суттєво вплинув досвід життя у тоталітарній сталінській державі, яким уже був нормалізований масовий терор, змінилися лише його об'єкти, способи, обставини та ідеологічні підстави. Тлом для подій були також війна, катастрофічні поразки радянської держави в її перший рік, насадження антисемітизму на окупованих територіях, важка економічна ситуація. Дослідники оцінюють пособництво Голокосту з одного боку та порятунок євреїв — з іншого як крайні, маргінальні реакції населення на ці події. В масі ж люди ставилися до них нейтрально, адже переважно були зайняті власним виживанням. Тому і серед мотивацій пособництва часто були економічні вигоди, а рятівники часто надавали допомогу знайомим.
Знищення євреїв у багатьох місцевостях Дніпровщини було здійснене ще до утворення цивільної адміністрації. На відміну від інших місць в Європі, тут знищення часто відбувалося блискавично, без утворення гето, тривалого використання праці євреїв до їх виснаження і аж тоді страти. Показовим є приклад окружного центру. Згідно з рапортом Feldkommandantur 240 Вермахту від 19 жовтня 1941 року, військові почали створювати гето в Дніпрі. Однак прибуття в місто поліцейського батальйону 314 на чолі з вищим ватажком СС і поліції Півдня Росії (HSSPF Rußland-Süd) Фрідріхом Єкельном та організовані ними масові розстріли 11000-15000 євреїв міста протягом 14-15 жовтня 1941 зробили ці приготування непотрібними. Натомість, у сільських районах Криворіжжя були створені 4 гето, євреїв використовували на будівництві траси та греблі протягом 1941—1942 років. Якщо в місті знищення євреїв також відбувалося напочатку окупації силами німецьких поліцейських, то в сільських гето геноцид здійснювала цивільна адміністрація за участі місцевих колаборантів. (Див. також: Голокост на Криворіжжі.)

## Характеристика рятівників євреїв на Дніпровщині
70 осіб, які вшановуються в Дніпропетровській області як місцеві Праведники народів світу, сукупно зберегли життя 118 особам. У Дніпрі мешкали 24 особи відзначені званням «Праведник народів світу», які врятували 78 євреїв (наймолодшому з яких на момент порятунку тільки но виповнився 1 рік).
Хоча вшанування рятівників Меморіалом Яд Вашем є поіменним, у більшості випадків відзначені званням Праведників особи не діяли наодинці, рішення та тривалі дії з порятунку євреїв були справами цілих домогосподарств, сімей, а в деяких випадках і цілих громад (села, сусідства).
У цих осіб неможливо виокремити жодної загальної характеристики. Це і жінки, і чоловіки, і самотні, і великі родини, і старші люди і діти, і селяни, і робітники та інтелігенція з міст, і родичі «ворогів народу», і учасники радянського підпілля, і діячі ОУН, поляки, українці, росіяни.
Джерела подають дещо відмінні переліки осіб-Праведників народів світу з Дніпропетровської області, оскільки використовують за критерій або їх походження з регіону, або вчинення подвигу на його території, або за місцем перебування на момент присвоєння звання. Наприклад, у книзі Ті, Хто Повертають Віру В Людину. Праведники Народів Світу Дніпропетровської Області викладені історії Яна Ходоровського, який вважається польським Праведником, та Михайла Зірченка, що шанується як один із 204 Праведників-росіян.

### Список Праведників з Дніпровщини[10]
1. Бабкіна Матрьона
2. Бовкун Георгій
3. Божко (Дікалова) Дар'я
4. Бойко Василь
5. Бойко Віра
6. Вовк Федір
7. Ворожєєв Іван
8. Ворожєєва Надія
9. Воронін Микола
10. Вороніна Євдокія
11. Геращенко Тетяна
12. Давиденко Любов
13. Давиденко Федір
14. Дєлікат Ганна
15. Дікалова Віра
16. Дмітрієва (Скосарь) Олена
17. Доморацька Валентина
18. Доморацький Віктор
19. Збарах Зінаїда
20. Здор Зінаїда
21. Здор Сергій
22. Зірченко Михайло
23. Зірченко Павло
24. Зубков Василь
25. Зубкова Марія
26. Іванов Володимир
27. Іванов Григорій
28. Іванова Євдокія
29. Іванова Феофанія
30. Івінська Меланія
31. Кабаненко Орина
32. Колпакова Олена
33. Корецький Олександр
34. Котляревська Лідія
35. Кривокобильська Марія
36. Кудінов Яків
37. Лебедченко Євгенія
38. Лебедченко Іван
39. Левченко (Бабенко) Наталя
40. Мазур (Вороніна) Ольга
41. Малолєтко Лідія
42. Мекеліто Зінаїда
43. Мізіна Марія
44. Мунтян (Осадча) Галина
45. Ніколаєва Діна
46. Ніколаєва Олена
47. Огреніч Ганна
48. Огреніч Іван
49. Огреніч Пелагея
50. Огреніч Петро
51. Опельнік Марія
52. Петриченко Віра
53. Петриченко Федір
54. Піддубний Родіон
55. Пономаренко Мотрьона
56. Пономаренко Павло
57. Приходько Зінаїда
58. Пустова Галина (Ганна)
59. Путєшова (Піддубна) Олександра
60. Скосарь Ксенія
61. Солопова (Вороніна) Олена
62. Стєганцєва Галина
63. Тиква Марія
64. Цвірко (Мекеліто) Любов
65. Чєрнова Ганна
66. Чєрнова Надія
67. Шаблій Анастасія
68. Шаблій Ксенія
69. Шаповалова Софія
70. Шкандель Єлизавета

## Вшанування Праведників Дніпропетровської області
Хоча є згадки про нагородження дніпрян за порятунок євреїв (Зінаїда Мекеліт), за радянських часів Голокост, як і інші національні трагедії, замовчувався і спеціальний пошук рятівників євреїв не проводився. Системно ця робота почалась у роки перебудови і особливо після здобуття Україною незалежності. Держава Ізраїль, дослідники Голокосту, єврейські громадські організації, створені ними музеї та меморіали є основними рушійними силами вшанування та збереження пам'яті про рятівників, зокрема, нагороджених званням Праведників народів світу.
З 2018 року в Дніпропетровській області пожвавились місцеві ініціативи: встановлення меморіальних дошок, перейменування вулиць на честь Праведників, урочисті заходи, просвітницька робота з учнівською молоддю, видання книжок, створення документальних стрічок.